# Соревнование (разъезд)
Соревнова́ние — железнодорожный разъезд тупикового ответвления Вербилки — Дубна Савёловского направления Московской железной дороги. Располагается в микрорайоне Соревнование посёлка Запрудня Талдомского городского округа Московской области. 
Входит в Московско-Смоленский центр организации работы железнодорожных станций ДЦС-3 Московской дирекции управления движением. По объёму работы отнесён к 5 классу. Ранее был станцией, примыкал подъездной путь.
Находится в 97 км от Савёловского вокзала.

## Описание
Путевое развитие — два пути. Одна боковая высокая платформа. Пути используются для разъезда транспортных поездов. К станции примыкал подъездной путь, лежащий ближе всего к подъездной грунтовой дороге (путь разобран в 2015 году), вёл к ЗЭЛТА, отходя в лес, на север, от северной горловины станции. Ближайшая улица к разъезду — Соревнование, административно принадлежащая посёлку Запрудня. Улица, несколько безымянных переулков (в том числе и грунтовая дорога к разъезду), а также сам разъезд находятся за лесом относительно панельного центра посёлка и завода.
Общественный транспорт (даже маршрутки) к разъезду не подходит. Касса на разъезде не работает.
На перегоне Вербилки — Соревнование используется автоматическая трёхзначная блокировка. На участке Соревнование — Большая Волга — полуавтоматическая.